# 34 г. пр.н.е.
34 (тридесет и четвърта) година преди новата ера (пр.н.е.) е обикновена година, започваща в петък, събота, или неделя, или високосна година, започваща в петък или събота по юлианския календар.

## Събития

### В Римската република
- Консули на Римската република са Марк Антоний (за II път) и Луций Скрибоний Либон. Суфектконсули стават Луций Семпроний Атрацин, Павел Емилий Лепид, Гай Мемий и Марк Херений Пицен.
- Марк Агрипа надзирава възстановителните работи по акведукта Аква Марция.[1]
- Октавиан ръководи успешна военна кампания в Илирия.
- 30 юни – триумф на Тит Статилий Тавър за победи в Африка.[2]
- през лятото – Антоний окупира Армения, пленява цар Артавазд II и празнува триумф в Александрия.[1][3][4]
- през есента – Антоний провъзгласява „Александрийските дарения“.[3][4]
- 3 септември – триумф на Гай Созий за победи в Юдея.[2]
- 12 октомври – триумф на Гай Норбан Флак за победи в Испания.[2]

## Починали
- Салустий, римски историк и политик (роден 86 г. пр.н.е.)[notes 1][5]